# Sphaerospora mugili
Sphaerospora mugili is een microscopische parasiet uit de familie Sphaerosporidae. Sphaerospora mugili werd in 2002 beschreven door Yurakhno & Maltsev. 